# Nokturny op. 37 (Chopin)
Nokturny op. 37 Fryderyka Chopina – dwa Nokturny, g-moll nr 1 i G-dur nr 2, powstałe w latach 1837–1839 i wydane w roku 1940 w Paryżu, Lipsku i Londynie.